# Abdel Kader
«Abdel Kader» (en árabe: عبد القادر) es una canción tradicional argelina que se hizo famosa por el artista de raï argelino Khaled. Se trata del emir Abd al-Qádir, un famoso líder religioso musulmán argelino y luchador por la libertad que resistió la conquista francesa de Argelia. Aparece en su álbum de estudio de 1993, N'ssi N'ssi. Después de su versión del álbum original de 1993, Khaled lanzó una versión en vivo de Abdel Kader en su álbum en vivo Hafla, en 1998.

## Posición
La canción ganó popularidad después de la presentación en vivo en AccorHotels Arena, Rachid Taha y Faudel. La versión en vivo del trío conjunto se incluyó en el álbum en vivo de 1998, 1,2,3 Soleils.
La versión en vivo de Rachid Taha, Khaled y Faudel fue lanzada como un sencillo separado en Francia, alcanzando el número 6 en el SNEP, la tabla oficial francesa de sencillos. La canción se mantuvo durante 21 semanas consecutivas en las listas francesas en el período comprendido entre noviembre de 1998 y marzo de 1999, con 10 semanas en el Top 10. Se mantuvo en el número 6 durante las dos semanas que finalizaron el 5 y el 12 de diciembre de 1998
| Chart (1998-1999)                   | Posición |
| ----------------------------------- | -------- |
| French SNEP Singles Chart           | 6        |
| Belgian (Wallonia) Singles Chart 36 | 36       |

En Francia, "Abdel Kader" fue certificado Plata en 1998 por SNEP, lo que significa ventas de más de 50 000 unidades. 
La canción ha sido objeto de muchas versiones y remixes y es popular en las actuaciones en vivo de muchos artistas argelinos.

## Adaptaciones
La música de "Abdel Kader" se ha utilizado con nuevas letras y adaptaciones de música ligeramente modificadas en otras canciones. Uno de los más notables de estos es "Mon Bled" de Rohff, Mohamed Lamine y Cheba Maria. La canción aparece en el lanzamiento inaugural de la serie Raï'n'B Fever en 2004 producida por Kore & Scalp.

## Muestra
Varias canciones también han probado en partes de la canción, en particular:
- Cameron Cartio usó una muestra en su versión en persa de "Mi Chica" y Sarbel en la versión en griego de la misma canción.
- Arash lo probó en su canción bilingüe en persa / inglés "De repente" con Rebecca Zadig en el álbum de Arash en 2008, Donya.
- Najim y Arash reutilizaron la muestra en su adaptación trilingüe francés / persa / inglés de "Suddenly" retitulada "Près de toi (Suddenly)" del 2009, también con Rebecca.
- DJ Rebel usó la muestra de la canción en su single de 2016 "Let Me Love You" con Mohombi y Shaggy.